# Aktion der Christen für die Abschaffung der Folter
Die Aktion der Christen für die Abschaffung der Folter (ACAT für Action des Chrétiens pour l’Abolition de la Torture) ist eine christliche Menschenrechtsorganisation in Paris, die sich über Konfessionsgrenzen hinweg gegen Folter und Todesstrafe engagiert. Es gibt mehrere nationale Organisationen. Die Mitglieder sind Laien, Ordensleute und Geistliche in kirchlichen Gruppen, in klösterlichen Gemeinschaften oder auch Einzelmitglieder.

## Gründung in Frankreich
Die Anfänge der Gruppierung liegen in Frankreich. Zwei Frauen der Reformierten Kirche Frankreichs, Hélène Engel und Edith du Tertre, brachten die Arbeit 1974 in Paris auf den Weg. Zu Beginn stand eine Erschütterung über den Bericht des Pfarrers Tullio Vinay (aus der Waldenser Kirche Italiens), der 1973 von einer Reise aus Vietnam zurückgekehrt war und von den Kriegsgräueln des Vietnamkrieges berichtet hatte. Im Dezember 1973 veranstaltete amnesty international in Paris einen Weltkongress gegen die Folter. Auf diesem Kongress wurden alle soziokulturellen Gruppierungen und die Kirchen aufgerufen, sich dem Problem der sich ausbreitenden Folterpraktiken in der Welt zu stellen und sich für die Abschaffung der Folter einzusetzen.
So initiierten Hélène Engel und Edith du Tertre die Gründung der ersten nationalen ACAT. ACAT-France wurde im Juni 1974 im Haus der Diakonissen in Versailles von etwa 50 Christen gegründet. Darunter befanden sich Protestanten, Katholiken, Orthodoxe oder Quäker. Ihr Beruf und sozialer Hintergrund war sehr unterschiedlich. Sie hatten jedoch eine gemeinsame Überzeugung: „Folter darf nach Gottes Willen nicht sein“. Im Laufe der folgenden Jahre entstanden weitere nationale ACAT-Organisationen.

## Deutschland
ACAT-Deutschland e.V., gegründet 1984 in Lüdinghausen, ist ein eingetragener Verein mit ca. 500 Mitgliedern. Der Verein finanziert sich über Mitgliedsbeiträge und Spenden. Vorsitzender ist z. Zt. Wolfgang Bentrup.

## Italien
ACAT Italia wurde 1987 gegründet. Der Verein mit Sitz in Rom ist ökumenisch orientiert und unabhängig von kirchlichen, ökonomischen oder politischen Organisationen.
Er wird geleitet von einem Präsidenten, der von einem Organisationskomitee unterstützt wird und von der Vollversammlung, die alle zwei Jahre zusammentritt, gewählt ist. Die derzeitige Präsidentin ist Maria Assunta Zuzccari.

## Schweiz
ACAT-Schweiz, gegründet 1981, ist ein Verein, der sich durch Mitgliedsbeiträge, Spenden und Sammelaktionen finanziert. Der Verein mit 30 Ortsgruppen aus 10 Kantonen hatte 2020 1286 Mitglieder. Er ist von der Stiftung ZEWO (Schweizerische Zertifizierungsstelle für gemeinnützige, Spenden sammelnde Organisationen) zertifiziert.

## Internationale Zusammenschlüsse
1984 zählte die ACAT bereits 15.000 Mitglieder weltweit. Um in die völkerrechtliche Diskussion und Arbeit mehr Einfluss nehmen zu können, schlossen sich im Februar 1987 die ersten 10 nationalen ACATs (Belgien, Bundesrepublik Deutschland, Frankreich, Großbritannien, Italien, Kanada, Luxemburg, Niederlande, Schweiz und Spanien) zur Internationalen ACAT-Föderation Fédération Internationale de l’ACAT (FIACAT) zusammen und erhielten schnell den Beraterstatus einer Nichtregierungsorganisation (NRO, NGO) in den Menschenrechtsgremien des Europarates (1987), bei den Vereinten Nationen (1989) und später auch in der Afrikanischen Menschenrechtskommission.
Die 33 nationale Organisationen arbeiten in ihren politischen Aktionen – fußend auf dem Artikel 5 der Allgemeinen Erklärung der Menschenrechte – eigenverantwortlich im Schulterschluss mit anderen Menschenrechtsorganisationen in ihren jeweiligen Ländern zusammen, wie beispielsweise mit amnesty international, sind aber als Mitglieder der FI.ACAT an eine geistliche Charta gebunden.
ACAT-Arbeit besteht jedoch nicht nur aus politischer Aktion, sondern hat auch eine geistliche Dimension. Zur Vertiefung ihres Glaubens treffen sich die Mitglieder regelmäßig in kleinen Gruppen, in nationalen und internationalen Seminaren und theologischen Kolloquien.

## Auszeichnungen
- 1989 Prix des Droits de l’homme de la République française für die Jugendorganisation der ACAT